# 浅野清治
浅野 清治（あさの せいじ、1849年8月3日 - 1918年1月29日）は、福島県伊達郡睦合村（現桑折町）で村会議員、村長を歴任。保原町の真綿糸問屋淀屋の専務も務め、幕末維新期から大正時代に至る地方政治の一端を担った人物。

## 経歴
- 1849年8月 - 福島藩から刈谷藩領に移管された成田村に出生。父栄吉の四男。
- 1866年 - 菅野八郎が関与したとされる信達農民大騒擾に参加。
- 1874年6月30日 - 安場保和福島県令の下で竣工された橋（現在の十綱橋）の建設に父と共に献金。
- 1885-86年 - 明治新政府下で民間会社である日本鉄道によって推進された東北本線の郡山－仙台間の敷設の際には、成田村世話役として土地接収斡旋等に活躍する。87年に東北本線は塩釜まで開通。
- 1890年ごろ、米沢藩から国有地に移管された入会地の睦合村への払い下げには、元米沢藩主上杉茂憲の協力を仰ぎつつ村会議員等として活躍、その入会地から半世紀後に伐採された木材で、1940年の「紀元2600年」祭に合わせ、睦合小学校の校舎は建てられた。小学校正門前に入会地払い下げ運動関係者（清治を含む）を1940年に顕彰した記念碑が現存。
- 先妻の「ロク」は1884年に雷に打たれて、二人の子供(15歳と10歳の少年ー親族参照)を残し死亡した。その後に再婚し後妻は会津藩士の娘で5歳年長の、ゆう（会津士族今田家の養女、大沼郡旭村石井伴蔵とカネの二女、1844年11月12日生、1922年3月23日死去）で、ゆう41歳・清治36歳時の1886年1月25日に入籍。ゆうと最初に出会ったのは、保原町の豪商で真綿糸問屋淀屋の専務として勤務中、戊辰戦争後に保原で疎開生活を送っていた最中と伝承される。
- 1889年5月20日、兄清三郎の隠居により家督相続。同年8月に町村合併にて睦合村が誕生すると村会議員となり、1916年1月に村長に就任するまで、睦合村村会議員を毎期ごと連続して務める。
- 清治は、1918年1月29日の午前11時、睦合村長在任中、すい臓がんにより、後妻のゆうに見取られながら自宅で死去。明治という時代を生ききったことを感じさせる辞世の句、「君の世の深き恵みに長らへて心置きなき身こそやすけれ」は、墓碑に刻まれ戒名の代わりとされた。菩提寺は、桑折町慈雲寺。

## 趣味
- 諏訪神社での句会を趣味とし、大日本歌道奨励会会員であった。

## 親族
- 長男清左衛門（1869年7月1日生）、次男は夭折、三男清六（1874年12月生）。三男清六は、同村者で5歳年下の「スイ」（1879年8月生）と1898年1月20日に結婚、1900年3月30日に分家した後、1902年9月30日以後に夫婦で熊本移民会社（安場保和の系統）の世話でハワイに渡り、ホノルルのエワァ地区（Ewa Villages）でサトウキビプランテーション労働者となる。近隣の伊達崎村出身の岡崎音治はアメリカ海軍相手の洋服仕立て業で成功。睦合村からも大量の移民がハワイに渡航。清六は同村の片平惣蔵（1906年11月5日に22歳で渡航）他と1908年に同居生活をしており、周囲には同村者と朝鮮人労働者が居住していた。夫婦で移民労働者として働きながら子はなく、本家の債務解消のため急遽1913年に帰国するまで、清治の借金返済のため送金した。
- 長男の清左衛門が1905年10月16日に死去、清六夫婦が1913年に帰国（スイは1910年8月に一時帰国）すると、清六は父清治の所有地所の義三郎名義の抵当権を解消する代償として、父清治からその地所を贈与された。なお、清六は、1915年2月1日に甥である清左衛門の次男を養子縁組し、新居を1917年に建築。翌年に父清治が死去し、養子が兵役から除隊すると、1921年3月29日に養子を婚姻させ隠居した。養子夫婦に囲まれながら1925年8月9日にハワイで苦労をともにした妻スイが死去すると、1926年1月22日に再婚した。新妻との間で、新たに長男が誕生し夭折。さらに次男出生の直前になって、1927年12月30日に養子夫婦を分家させ、幼い次男の保護者として再び活動した。1939年7月12日死去。
- 歴史学者・国際政治学者の浅野豊美は、清治の玄孫にあたる。